# Moi-même-Moitié

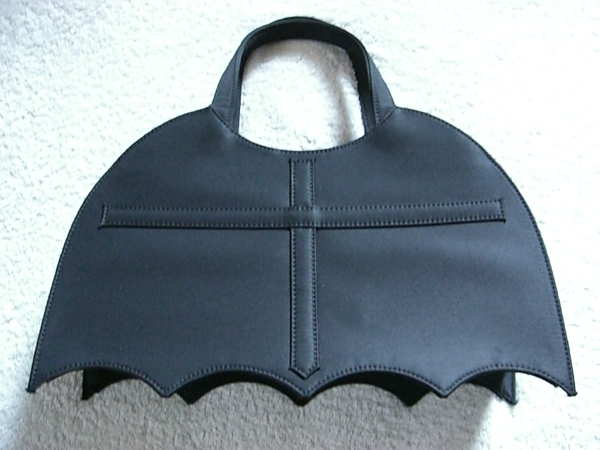
Moitié fladdermusväska

Moi-même-Moitié är ett klädbolag skapat av Mana med i huvudsak två klädstilar, Elegant Gothic Lolita och Elegant Gothic Aristocrat.
Klädbolaget har butiker i Tokyo och Hiroshima, och erbjuder även shopping online för både japanska och internationella kunder.